# Tobias Schäper
Tobias Schäper (* 24. Oktober 1979 in Ahlen) ist ein ehemaliger deutscher Fußballspieler.

## Werdegang
Der Mittelfeldspieler Tobias Schäper begann seine Karriere in der Jugend der Hammer SpVg und wechselte später zu Borussia Dortmund. Von 1998 bis 2000 spielte er für die zweite Mannschaft der Borussia in der Regionalliga, bevor er zum Zweitligisten Arminia Bielefeld wechselte. Schäper gab sein Zweitligadebüt am 27. Oktober 2000 bei der 2:3-Niederlage der Arminia beim SSV Reutlingen 05. Insgesamt kam er auf drei Zweitligaspiele für Bielefeld, mit denen er im Sommer 2002 in die Bundesliga aufstieg, ohne eingesetzt worden zu sein. Gleichzeitig wurde sein abgelaufener Vertrag nicht verlängert.
Nach einem halben Jahr ohne Verein schloss er sich dem Oberligisten BV Cloppenburg an, bevor er im Sommer 2003 zum Regionalligisten Preußen Münster weiterzog. Nach zwei Jahren in Münster ging Schäper dann zu Rot-Weiß Oberhausen, mit denen er aus der Regionalliga abstieg. Im Sommer 2006 wechselte er dann zu Holstein Kiel und musste am Saisonende mit seinem Team erneut auf der Regionalliga absteigen. Schäper war daraufhin erneut ein halbes Jahr ohne Verein und kehrte zur Rückrunde der Saison 2007/08 zu Rot-Weiß Oberhausen zurück. Mit den Oberhausenern schaffte er den Aufstieg in die 2. Bundesliga, bevor er seine Karriere beendete.
Mit der deutschen U-18-Nationalmannschaft wurde Tobias Schäper im Jahre 1998 Vize-Europameister. Schäper spielte im Endspiel mit späteren A-Nationalspielern wie Timo Hildebrand, Fabian Ernst, Sebastian Deisler und Sebastian Kehl.